# 变奏者1&2
《变奏者1&2》（英語：Variations Part I&II）是克罗地亚钢琴家马克西姆·姆尔维察的第三张专辑，于2004年发行。
曲目：
- Part I
  1. 蜂鸟，作曲：Tonči Huljić
  2. 降B小调第一钢琴协奏曲第三乐章，作取：柴科夫斯基，唐克利改编
  3. 圣诞快乐，劳伦斯先生，作曲：坂本龙一
  4. 死之舞，作曲：李斯特，唐克利改编
  5. 奥林匹克之梦（2004年雅典奥运会主题曲），作曲：大卫·埃瑟克斯
  6. 亚马逊之魂，作曲：Tonči Huljić
  7. 利鲁的曲调，作曲：Tonči Huljić
  8. 高加索素描：沙达的行列，作曲：伊波利托夫-伊万诺夫，唐克利改编
- Part II
  1. 波希米亚狂想曲，作曲：莫丘瑞（皇后合唱团），卡什夫改编
  2. 展览会之画（部分），作曲：莫杰斯特·彼得罗维奇·穆索尔斯基，卡什夫改编
  3. 升D小调钢琴练习曲，作曲：斯克里亚宾，卡什夫改编
  4. 降E大调第2号夜曲，作曲：肖邦，由卡什夫改编
  5. 戈德堡变奏曲中的抒情调，作曲：巴赫
  6. 飞絮曲，作曲：马克西姆，改编自帕格尼尼的《帕格尼尼第二十四号幻想曲》